# 横浜市立深谷中学校
横浜市立深谷中学校（よこはましりつ ふかやちゅうがっこう）は、神奈川県横浜市戸塚区深谷町にある公立中学校。略称は深中（ふかちゅう）。

## 概要
戸塚区深谷町の南部にある中学校で、宇田川と谷戸川が学校脇を流れる。付近には横浜薬科大学や戸塚西公園が立地する。学区は深谷台小学校の全域に加え、深谷小学校と大正小学校のそれぞれ一部としている。
校歌および校章は、開校した1980年に制定された。校歌は2番まであり、「丹沢」や「相模野台地」といった神奈川県に関するフレーズが含まれている。また、1番2番ともに最後は「深谷 深谷中学校」で締めくくる。校章は、宇田川と谷戸川に挟まれた場所にあることを、2本の曲線と中学校を表す「中」の文字で表現している。

## 沿革
- 1980年（昭和55年）
  - 4月1日 - 横浜市立深谷中学校として、大正中学校から分離開校。開校式を挙行。校舎が完成するまでは、大正中学校の校庭に設けたプレハブ校舎と校舎を間借りして授業を実施[2]。
  - 4月11日 - スクールカラーをスカイブルーとする[2]。
  - 4月17日 - 5月6日を創立記念日に制定[2]。
  - 7月26日 - 父母会を発足[2]。
  - 8月27日 - 深谷町字下モ田1071番地に落成した校舎へ移転[2]。
  - 9月3日 - 標準服を決定[2]。
  - 9月17日 - 校章を制定[2]。
  - 9月19日 - プールを落成[2]。
  - 11月8日 - 校舎落成記念式および校歌発表会を開催[2]。
  - 12月12日 - 生徒会を発足[2]。
  - 12月23日 - 校地および校庭を整備[2]。
- 1981年（昭和56年）7月18日 - PTAを発足[2]。
- 1987年（昭和62年）10月1日 - 視聴覚室を設置[2]。
- 1990年（平成2年）4月28日 - 創立10周年を記念し、記念碑を建立[2]。
- 1993年（平成5年）6月3日 - コンピューター室を設置[2]。
- 1996年（平成8年）4月1日 - 特殊学級（現：特別支援学級）を開設[4]。
- 2001年（平成13年）11月16日 - PTAが文部科学大臣より表彰される[2]。
- 2010年（平成22年）9月6日 - 校舎と体育館を改修[4]。
- 2020年（令和2年）4月1日 - 3学期制から2学期制に移行[5]。

## 部活動

### 運動部
- 野球部
- サッカー部
- バスケットボール部
- バドミントン部
- ソフトテニス部

### 文化部
- 吹奏楽部
- 美術部
- 囲碁将棋部
- 茶道部

出典：
かつては柔道部やダンス部なども設けていた。

## 施設概要
主な施設。校地面積は21,359平方メートルである。
- 校舎
- 体育館
- プール
- 校庭
- テニスコート

## 学区
横浜市立横浜深谷台小学校の区域。
- 深谷町1番地 - 15番地、20番地2 - 20番地4、21番地のうち1 - 10・18 - 21、962番地の8、963番地のうち8・10 - 17、964番地 - 966番地、967番地のうち1・2・4・9、968番地のうち3・11・13・15、981番地、1051番地、1052番地、1053番地のうち5・6、1066番地 - 1140番地、1170番地、1172番地 - 1175番地、1181番地、1185番地、1186番地、1196番地、1198番地 - 1200番地、1203番地、1204番地、1209番地 - 1211番地、1213番地、1219番地 - 1223番地、1227番地 - 1235番地、1241番地のうち5 - 14、1245番地 - 1248番地、1250番地 - 1253番地、1255番地、1256番地、1259番地 - 1262番地、1264番地 - 1268番地、1271番地 - 1284番地、1294番地 - 1298番地、1301番地 - 1320番地、1323番地 - 1326番地、1343番地、1346番地 - 1348番地、1350番地 - 1365番地、1367番地、1369番地 - 1408番地、1410番地の2、1411番地 - 1418番地、1424番地、1425番地、1428番地、1429番地、1431番地、1432番地、1436番地 - 1440番地、1449番地 - 1452番地、1454番地 - 1460番地、1462番地 - 1469番地、1473番地 - 1486番地、1489番地、1492番地、1498番地 - 1507番地、1513番地 - 1516番地、1519番地、1520番地、1540番地
- 俣野町

横浜市立深谷小学校の区域。
- 深谷町689番地 - 961番地、962番地のうち1 - 7・9以降、963番地のうち1 - 7・9・18以降、967番地うち3・5 - 8・10以降、968番地のうち1・2・4 - 10・12・14・16以降、969番地 - 980番地、982番地 - 1050番地、1053番地のうち1 - 4・7以降、1054番地 - 1065番地、1141番地 - 1169番地、1171番地、1176番地 - 1180番地、1182番地 - 1184番地、1187番地 - 1195番地、1197番地、1201番地、1202番地、1205番地 - 1208番地、1212番地、1226番地、1335番地 - 1342番地、1344番地、1345番地、1349番地、1366番地、1368番地、1419番地 - 1423番地、1426番地、1427番地、1430番地、1433番地 - 1435番地、1441番地 - 1448番地、1453番地、1461番地、1470番地 - 1472番地、1487番地、1488番地、1490番地、1491番地、1493番地 - 1497番地、1508番地 - 1512番地、1517番地、1518番地、1521番地 - 1539番地、1541番地 - 2005番地、2056番地以降

横浜市立大正小学校の区域。
- 深谷町44番地 - 49番地、112番地 - 115番地、120番地、136番地 - 139番地、140番地のうち1 - 3・5・8 - 15、141番地 - 236番地、280番地 - 593番地、684番地

出典：

## 進学前小学校
- 横浜市立横浜深谷台小学校（戸塚区深谷町）[1]
- 横浜市立深谷小学校（戸塚区深谷町）[1]
- 横浜市立大正小学校（戸塚区原宿）[1]

2017年に横浜深谷台小学校が発足するまでは、深谷台小学校と俣野小学校も対象だった。

## アクセス

### バス
- 「戸塚西公園入口」バス停（神奈中バス）から徒歩で約2分
- 「横浜薬大南門」バス停（神奈中バス）から徒歩で約3分

## 周辺
- ロイヤルホームセンター戸塚深谷店
- ユーコープハーモス深谷店
- 戸塚西公園
- 横浜薬科大学

## 著名な出身者・関係者

### 出身者
- 大橋正博 - サッカー選手[10]
- 中村俊輔 - サッカー選手・サッカー指導者[11]
- 浜野謙太 - 音楽家・作曲家[12]
- ロベルト吉野 - ヒップホッパー

### 関係者
- 榎田卓央 - 元テレビ東京のアナウンサーで、2020年度から2023年度にかけて校長を務めていた[13][14]。